# Circular (álbum)
Circular es el segundo álbum de estudio de la cantante española Vega. Este trabajo, que salió a la venta el 27 de febrero de 2006, entró en el puesto número 25 de los cien discos más vendidos en España. Producido por Nigel Walker, diez de los doce temas que conforman el disco llevan la firma (en música y letra) de la cantautora cordobesa. «Eres» es una versión de la banda mexicana Café Tacvba y «Solo quiero amanecer» está compuesta por Dani Martín, líder de El Canto del Loco. El sonido de Circular supone una evolución con respecto a India, ya que el conjunto de las canciones presenta un sonido más roquero y más alejado del pop más convencional. En palabras de Vega, «hago música porque me gusta, porque me ayuda a expresar muchas cosas, pero no a cualquier precio. Mi carácter no es nada trasgresor, ni me considero una rebelde musical, pero no pierdo el norte con mi estilo». Circular debe su título al libro del escritor cordobés Vicente Luis Mora en el que refleja historias de la línea 6 del Metro de Madrid, conocida popularmente como «la circular». El primer y único sencillo extraído del segundo trabajo de Vega fue «Una vida contigo». El 26 de febrero de 2007, justo un año después, se publica la reedición del disco bajo el título Circular: cómo girar sin dar la vuelta. En esta versión se incluyeron dos temas nuevos, también compuestos por Vega, «Y llueve», canción que sirvió para promocionar esta reedición, y «Clave de sol».

## Lista de canciones
| Edición estándar |                          |                |          |  |
| N.º              | Título                   | Música         | Duración |  |
| 1.               | «Circular»               | Mercedes Mígel | 3:16     |  |
| 2.               | «Una vida contigo»       | Mercedes Mígel | 2:50     |  |
| 3.               | «Eres»                   | Café Tacvba    | 3:13     |  |
| 4.               | «No hará falta discutir» | Mercedes Mígel | 4:14     |  |
| 5.               | «Y si solo»              | Mercedes Mígel | 3:43     |  |
| 6.               | «Hoy»                    | Mercedes Mígel | 3:40     |  |
| 7.               | «Solo quiero amanecer»   | Dani Martín    | 4:19     |  |
| 8.               | «Tan distinto»           | Mercedes Mígel | 3:20     |  |
| 9.               | «Reír por no llorar»     | Mercedes Mígel | 3:31     |  |
| 10.              | «Libres»                 | Mercedes Mígel | 3:58     |  |
| 11.              | «Berlín»                 | Mercedes Mígel | 4:04     |  |
| 12.              | «Sin prisa»              | Mercedes Mígel | 3:32     |  |

| Circular: como girar sin dar la vuelta |                          |                |          |  |
| N.º                                    | Título                   | Música         | Duración |  |
| 1.                                     | «Y llueve»               | Mercedes Mígel | 3:53     |  |
| 2.                                     | «Clave de sol»           | Mercedes Mígel | 2:43     |  |
| 3.                                     | «Circular»               | Mercedes Mígel | 3:16     |  |
| 4.                                     | «Una vida contigo»       | Mercedes Mígel | 2:50     |  |
| 5.                                     | «Eres»                   | Café Tacvba    | 3:13     |  |
| 6.                                     | «No hará falta discutir» | Mercedes Mígel | 4:14     |  |
| 7.                                     | «Y si solo»              | Mercedes Mígel | 3:43     |  |
| 8.                                     | «Hoy»                    | Mercedes Mígel | 3:40     |  |
| 9.                                     | «Solo quiero amanecer»   | Dani Martín    | 4:19     |  |
| 10.                                    | «Tan distinto»           | Mercedes Mígel | 3:20     |  |
| 11.                                    | «Reír por no llorar»     | Mercedes Mígel | 3:31     |  |
| 12.                                    | «Libres»                 | Mercedes Mígel | 3:58     |  |
| 13.                                    | «Berlín»                 | Mercedes Mígel | 4:04     |  |
| 14.                                    | «Sin prisa»              | Mercedes Mígel | 3:32     |  |

## Posiciones y certificaciones

### Semanales
| País   | Ranking         | Primera semana | Posición de ingreso | Mejor posición | Semanas en la mejor posición | Semanas en el ranking | Última semana |
| ------ | --------------- | -------------- | ------------------- | -------------- | ---------------------------- | --------------------- | ------------- |
| Europa |                 |                |                     |                |                              |                       |               |
| España | Top 100 álbumes | 26             | 26                  | 26             | 1                            | 2                     | 83            |

### Copias y certificaciones
| País   | Proveedor  | Año | Certificación | Copias certificadas (según IFPI) |
| Europa |            |     |               |                                  |
| España | Promusicae | -   | -             | -                                |